# Павел Граматиков
Павел (Павле) Пейков Граматиков, известен като Войниковски, Кониковски (Куниковски), Павле Капитан (Павля Капидан, Канлъ Павле) и Канатлийски, тоест Крилати, е български революционер, ениджевардарски войвода на Вътрешната македоно-одринска революционна организация.

## Биография
Павел Граматиков е роден в село Кониково, тогава в Османската империя. Остава без образование. Като работник в турски чифлик в село Кушиново е обвинен за кражба на пари и пребит от турците и съден в Енидже Вардар, но скоро е оправдан. От този момент завръщането в родното му село става опасно и той започва да действа сам срещу турците. Влиза във ВМОРО и става терорист на организацията. От 1896 година е начело на чета в Ениджевардарско. Впоследствие се присъединява към четата на Иван Карасулията и Апостол Петков и участва в сражения в Паяк и на Гъндач. След присъединяването му към четите съпругата му многократно е тормозена от турците.
През 1898 година се установява в Ениджевардарското езеро, където си построява рибарска къща всред тръстиката, за защита от внезапни нападения. В 1901 година е в София и Гоце Делчев го назначава за войвода в Поройско. Заминава за Македония с четата на Михаил Чаков. Действа известно време в Поройско с четата на Станиш Наков, но после се връща в Ениджевардарско с едно отделение и се обявява за околийски войвода. Така влиза в конфликт с Апостол Петков, който вече заема тази длъжност. Върши убийства на арнаути, пъдари и добива слава сред населението, а двамата войводи са помирени от Аргир Манасиев.
Павел Граматиков умира при неизяснени обстоятелства в Киркаловските колиби в Ениджевардарското езеро през ноември 1902 година. Соред непотвърдени сведения смъртта му настъпва като резултат на нещастен случай, или на блатна треска. По-вероятно е отровен от Апостол Петков с когото имат стра вражда. След смъртта му, за да избегне отмъщение, по заповед на Апостол войвода е убит най-големия син на Павел — Трайо. Братът на Павле, Дивиниш, който е четник на ВМОРО, след като не успява да убие Апостол, убива друг четник и минава на гръцка страна. Синът на Павле Димитър Граматиков се установява в Енидже Вардар и действа като агент от втори ред в гръцката въоръжена пропаганда в Македония. Сестрата на Павле, Тодора, се преселва и установява заедно със семейството си в България в с. Горни Воден, Станимашко.

## Спомен за него
Македонската младежка организация в Равда, село на Българското Черноморие, заселено от бежанци от Егейска Македония, през периода 1925 – 1934 година носи името „Павле Кониковски“. Също и Светивлаското македонско благотворително братство.
За Павле Граматиков се пее народната песен:
| „ | Появил се нов спасител в Македония, Павле слезна със свойта чета от България. Ура, ура, ура, доле султана! Арнаути не забравят Павле капидан, ем го пеят и спомнуват тоз юнак избран. Да им каже, как се палят църкви и светци; да им каже, как се бият български момци. | “ |

Аргир Манасиев се изказва за Павле Граматиков по следния начин:
| „ | силен войвода, душманин на арнаутите | “ |

За него Христо Силянов пише:
| „ | Павле Граматиковъ Кониковски (отъ с. Кониково, ениджевардарско), възпѣтъ харамия, страшилище за турскитѣ деребеевци и арнаутитѣ, пръвъ се досѣти да си построи обикновена рибарска колиба, която да му служи за тайно убѣжище. | “ |

А Иван Стоянов Бабин от Литовой го описва така:
| „ | Павле капитан, колкото и да беше джелатин за галичаните /албанците/ и турците, към селяните беше мек и благ. С хората се държеше като с роднини и приятели. Особено мекушав беше към децата и ги милуваше като негови. На бой беше среден, малко по-висок от байто Постоль, ама вървеше малца като прегърбен. Имаше редки мустаки и дълга руса брада... | “ |

Сред населението са станали известни думите на Павле капитан: 
| „ | Яс имам дума дадено, до ка сум жив бела капа и цървен фес да не видам. Аку сака дури каймакамут да биде! До тамка сум накърнет от вия кучийна, арнаути и турци. Тука прошка нема! | “ |